# Middelburg (Mpumalanga)
Middelburg – miasto, zamieszkane przez 163 809 ludzi, w Republice Południowej Afryki, w prowincji Mpumalanga.
Middelburg założyli jako Nasareth w 1864 voortrekkerzy, miasto powstało na brzegach rzeki Klein Olifants. W roku 1872 nazwę zmieniono na Middelburg. Miała ona podkreślać położenie w połowie drogi między Pretorią, stolicą Transwalu i Lydenburgiem, stolicą rejonu wydobycia złota. W czasie II wojny burskiej powstał tu brytyjski obóz koncentracyjny.
W RPA istnieje także drugie miasto o nazwie Middelburg, leży ono w Prowincji Przylądkowej Wschodniej.
W mieście rozwinął się przemysł metalowy oraz hutniczy.